# Mutterschiff
Als Mutterschiff bezeichnet man im Allgemeinen See-, Raum- und auch Luftschiffe, denen die besondere Eigenschaft zukommt, ein kleineres Fortbewegungsmittel der gleichen oder auch (seltener) anderer Gattung mit sich führen zu können.

## Mutterschiffe in der Schifffahrt
Auf See wird der Begriff meist zur Bezeichnung größerer Schiffe verwendet, bei denen ein wichtiger Teil der primären Aufgaben des Schiffs durch kleinere Boote (Beiboote) abgedeckt wird (früher beispielsweise Walfangboote, heute zum Beispiel die kleinen wendigen Tochterboote von Seenotkreuzern). Nach dem Prinzip der Walfang-Mutterschiffe funktionieren die Fabrikschiffe. Den meisten Mutterschiff-Tochterboot-Kombinationen in der Seefahrt liegt eine ständige Abhängigkeit der kleineren Boote vom Mutterschiff zugrunde.
Flugzeugmutterschiffe wie z. B. die Ark Royal und die Santa Elena dienten als Träger für Wasserflugzeuge, die ihre Flugzeuge zum Start mit Hilfe eines Kranes auf das Wasser setzten oder von einem Katapult starteten und nach deren Wasserlandung vom Bordkran wieder aufnahmen. Schiffe wie die Schwabenland wurden in den 1930er Jahren von der Lufthansa eingesetzt.
Zur Unterstützung und Versorgung kleinerer Kriegsschiffe (U-Boote, Schnellboote, Minenräumboote) und als Wohnschiffe für deren Besatzungen wurden von der deutschen Kriegsmarine sogenannte Begleitschiffe eingesetzt, die die Funktionen von Mutterschiffen hatten: U-Boot-Begleitschiff, Schnellbootbegleitschiff, Räumbootbegleitschiff.
Die Patoka wurde 1924 mit einem Ankermast für die großen Starrluftschiffe der US-Marine ausgerüstet.

## Mutterschiffe in der Raumfahrt
In der Raumfahrt wird mit Mutterschiff zumeist die Trägerrakete eines Raumschiffs gemeint, die sich im Verlauf des Fluges von der Nutzlast trennt. Im amerikanischen Mondlandungsprojekt Apollo bezog sich der Begriff auch auf das Service-Modul, das vor Wiedereintritt in die Erdatmosphäre abgesprengt wurde.

## Mutterschiffe in der Luftfahrt
Meist bezieht sich der Begriff Mutterschiff in der Luftfahrt auf Luftschiffe, die andere Luftfahrzeuge (vornehmlich Flugzeuge, seltener Ballons und andere Luftschiffe) mit sich führen. Die USS Akron und USS Macon waren Starrluftschiff-Flugzeugträger. Der Start von Wetterballons von einem Luftschiff aus erfolgte während der Aeroarctic-Expedition von LZ 127 Graf Zeppelin. Dabei wurden die Ballons nach unten gestartet. Sie waren mit einem zusätzlichen Gewicht beschwert, das sich nach einigen Sekunden löste.
Den Begriff auf Flugzeuge anzuwenden ist unüblich, obwohl hier gerade bei Huckepack-Paarungen wie Boeing B-52 und X-15, Sweno oder Mistel das gleiche Prinzip zugrunde liegt.
Mit der Weiterentwicklung von Flugdrohnen für militärische Zwecke wurden im Mai 2025 während des Russisch-Ukrainischen Kriegs von einem ukrainischen Hersteller testweise je zwei Drohnen von einer „Mutterschiff-Drohne“ aus gestartet.